# 彭修翼
彭修翼（16世紀—1620年代），字凌漢，山東濟南府長山縣人，明朝軍事人物。

## 生平
彭修翼曾中萬曆三十一年（1603年）等三科武舉人，四十一年（1613年）中武進士，獲授濟南衛鎮撫，轉官龍門城守備，在當地築土城和石城。四十六年（1617年）陞大寧掌印都指揮僉事，再於天啟元年（1621年）改任山東都司僉書，管臨清參將事；當時徐鴻儒叛亂攻打鄒平和滕縣，他說：「賊巢在梁家淺，不入虎穴，焉得虎子。」穿上甲胄突擊賊營斬殺敵軍，前後十四戰都報捷，巡撫都御史趙彥上奏其功，獲詔賜金增秩，很快積勞而卒，人門都為他惋惜，范縣等地為其各建生祠，著有《陽宅理要》。

## 引用
1. 1 2  嘉慶《長山縣志·卷八·人物志二》：彭修翼，字凌漢，萬歷朝中三科武舉，癸丑成進士，除濟南衛鎮撫，遷龍門守備，築土城五百餘丈、石城八百餘丈，又遷大寧掌印都指揮僉事，陞臨清參將。會有妖賊徐鴻儒攻鄒滕，翼曰：「賊巢在梁家淺，不入虎穴，焉得虎子。」擐甲執鋼突入賊營斬殺無算，前後十四戰皆以捷聞。巡撫都御史趙彥奏其功，詔賜金增秩，未幾以積勞病卒，人皆惜之，范縣等處各建生祠，著有《陽宅理要》。
2. ↑  嘉慶《長山縣志·卷六·選舉志》：武舉人……彭修翼 萬歷癸卯科（舉人），登進士
3. ↑  《明神宗顯皇帝實錄·卷五百七十》：（萬曆四十六年五月丁未）以宣府遊擊李國禎、陝西延綏遊擊薛來胤、直隷河間遊擊趙文質為山西萬全河南各都司掌印，貴州思平守備梁鵬、廣東烽火門把總翟國儒、廣西興安守備張九法、宣府龍門城守備彭修翼為廣西浙江廣東雲南各都司僉事。
4. ↑  《明熹宗悊皇帝實錄·卷十一》：（天啟元年六月甲申）起原任神木參將萬化孚為德州營參將管副總兵事，山東廵撫標下蔡同春為登州水營遊擊，都司彭修翼為都司僉書管臨青參將事，原任都司劉翰補武定營守備，從山東廵撫趙彥之請也。